# Guerra Civil Boliviana
A guerra civil boliviana, também chamada de Guerra Federal, foi um conflito armado ocorrido entre 1898 e 1899 na Bolívia, entre o lado conservador, que detinha o poder do Estado com o apoio majoritário das forças armadas e da elite econômica e religiosa que defendiam um modelo de ordem unitária, e o lado liberal, que contava com o apoio do campesinato, dos ameríndios e de pequenos empresários de maioria cristã católica, contrapondo-se às políticas de Estado que o governo realizava e pretendia instalar um modelo de ordem federativa.
Os antecedentes principais para a eclosão da guerra civil foi que a Bolívia encontrava-se em crise política e social devido às diferenças que existiam entre os grupos sociais que habitavam o país desde a independência, o golpe de Estado contra o presidente Hilarión Daza Groselle por partidários que posteriormente se juntaram ao lado conservador, a disputa entre La Paz e Sucre para  ostentar a designação de "cidade capital" e, finalmente, a perda do Departamento do Litoral na Guerra do Pacífico, além de não atender ao pedido da República Peruana para envolver novamente o exército boliviano na guerra, apesar da pressão da oposição liberal que exigia um retorno à guerra contra o Chile.
Durante a guerra, ambos os lados realizaram perseguições e cometeram massacres de populações civis. Os interesses estrangeiros estiveram presentes no conflito, já que os liberais tinham vínculos com o Peru e os conservadores com o Chile. Dentro do território controlado por cada lado, eclodiram revoluções e contrarrevoluções, complicando a situação humanitária dos civis.
A vitória do lado liberal significou uma mudança contundente na política boliviana, já que os poderes executivo e legislativo foram transferidos à força da cidade de Sucre — forte núcleo da desaparecida facção conservadora — para La Paz, cidade onde se originou o lado liberal, embora isso não significasse a instalação definitiva de uma capital nacional.
O período pós-guerra foi marcado pelo desencanto da recém-criada Junta Federal de Governo (composta por integrantes da ala liberal) porque, embora tenha realizado algumas reformas tépidas, deu continuidade ao sistema político unitário de seu antecessor, desperdiçando qualquer possibilidade de instalação uma federação ou confederação, da mesma forma, o fim da guerra não significou o desaparecimento das lutas de classes promulgadas pelo lado liberal; um exemplo é que o novo governo diante dos protestos ameríndios — como consequência do não cumprimento das promessas feitas ao referido setor social por seu apoio na guerra civil — respondeu com violência e execuções em massa. O assassinato mais importante realizado pela Junta Federal de Governo foi contra Pablo Zárate Willca, que durante a guerra civil foi o maior aliado ameríndio do lado liberal.